# Misje dyplomatyczne Zjednoczonych Emiratów Arabskich

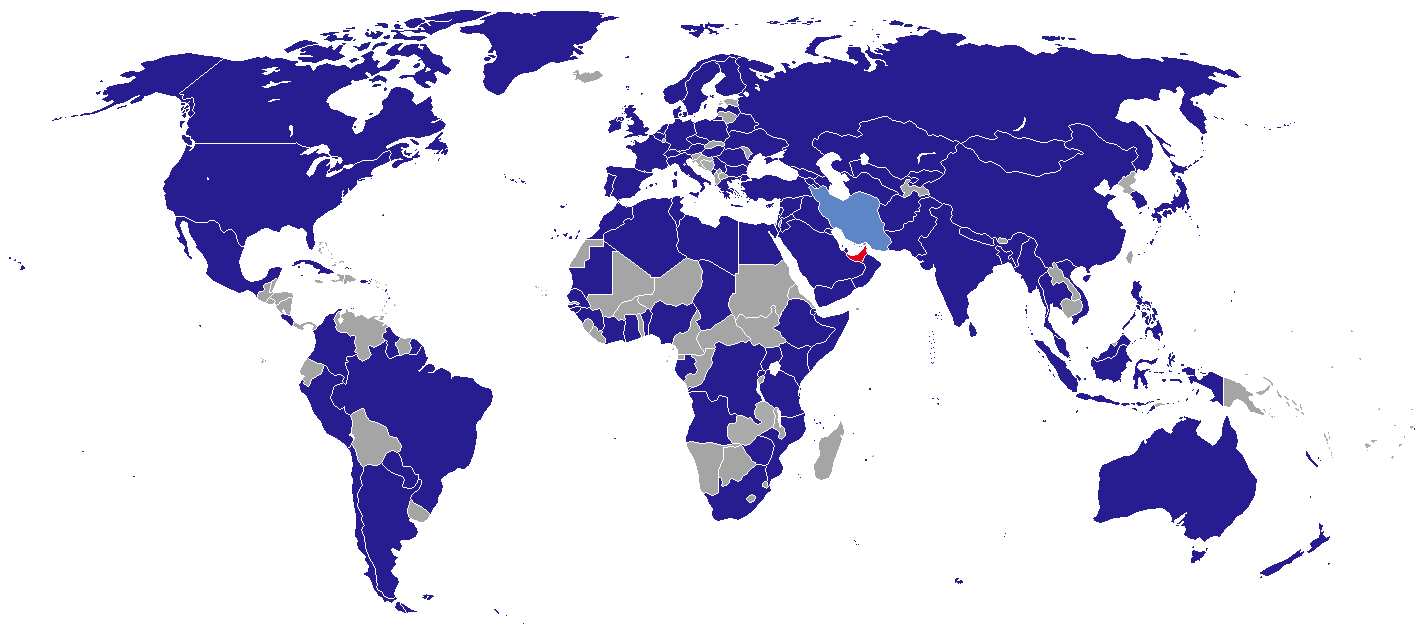
Kraje, w których Zjednoczone Emiraty Arabskie mają swoje przedstawicielstwa dyplomatyczne

Misje dyplomatyczne Zjednoczonych Emiratów Arabskich – przedstawicielstwa dyplomatyczne Zjednoczonych Emiratów Arabskich przy innych państwach i organizacjach międzynarodowych. Poniższa lista zawiera wykaz obecnych ambasad i konsulatów zawodowych. Nie uwzględniono konsulatów honorowych.

## Europa

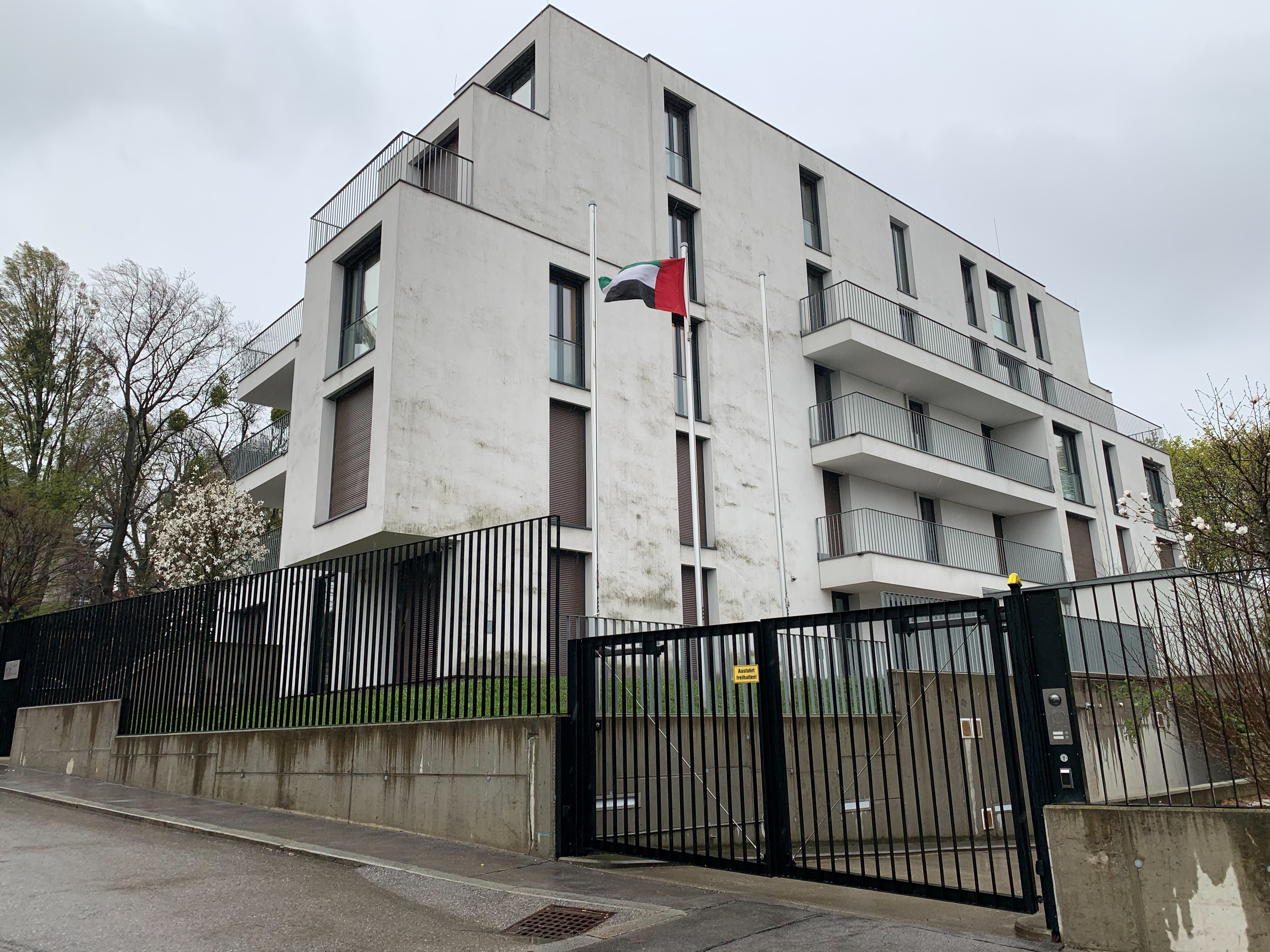
Ambasada Zjednoczonych Emiratów Arabskich w Wiedniu

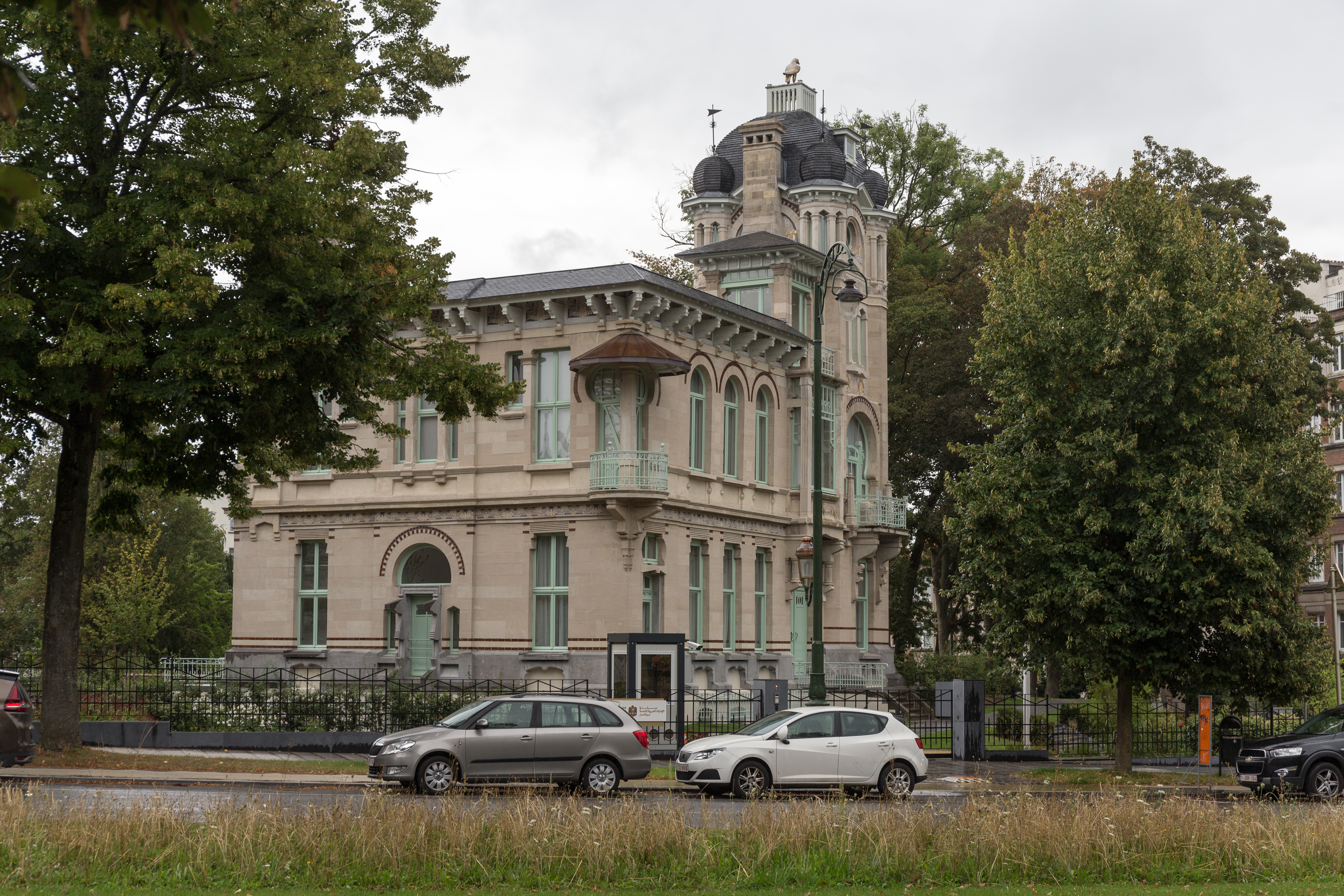
Ambasada Zjednoczonych Emiratów Arabskich w Brukseli

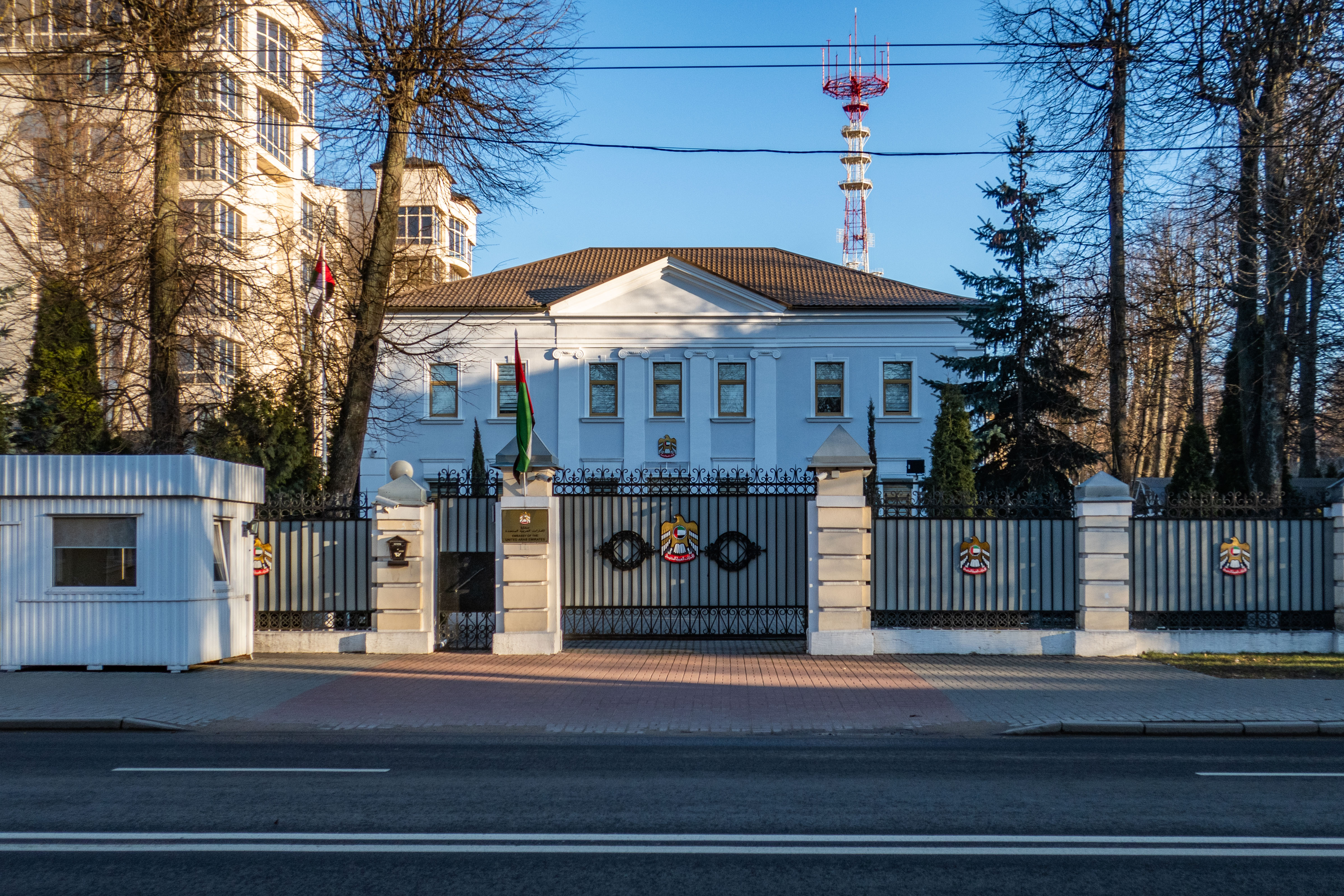
Ambasada Zjednoczonych Emiratów Arabskich w Mińsku

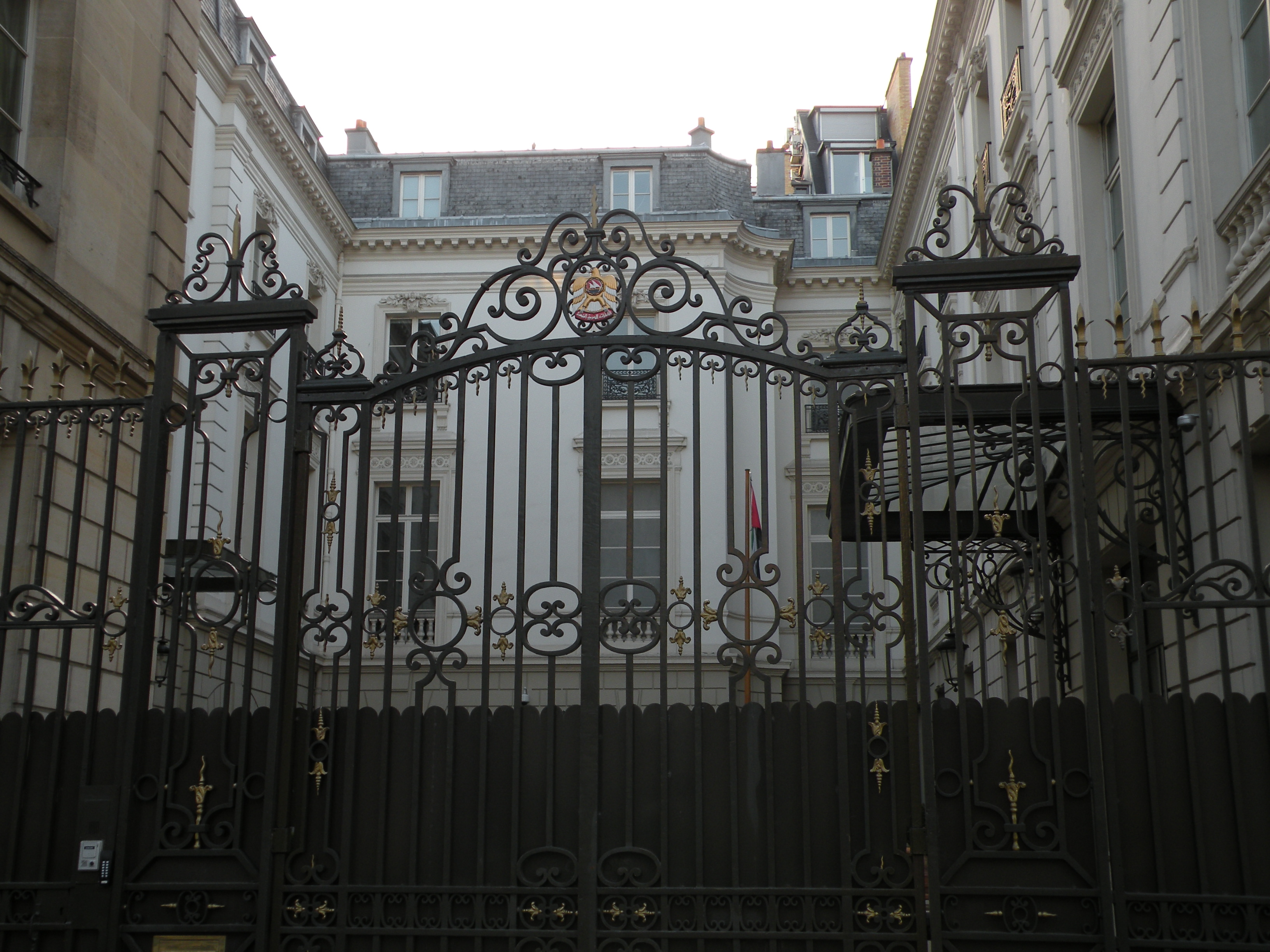
Ambasada Zjednoczonych Emiratów Arabskich w Paryżu

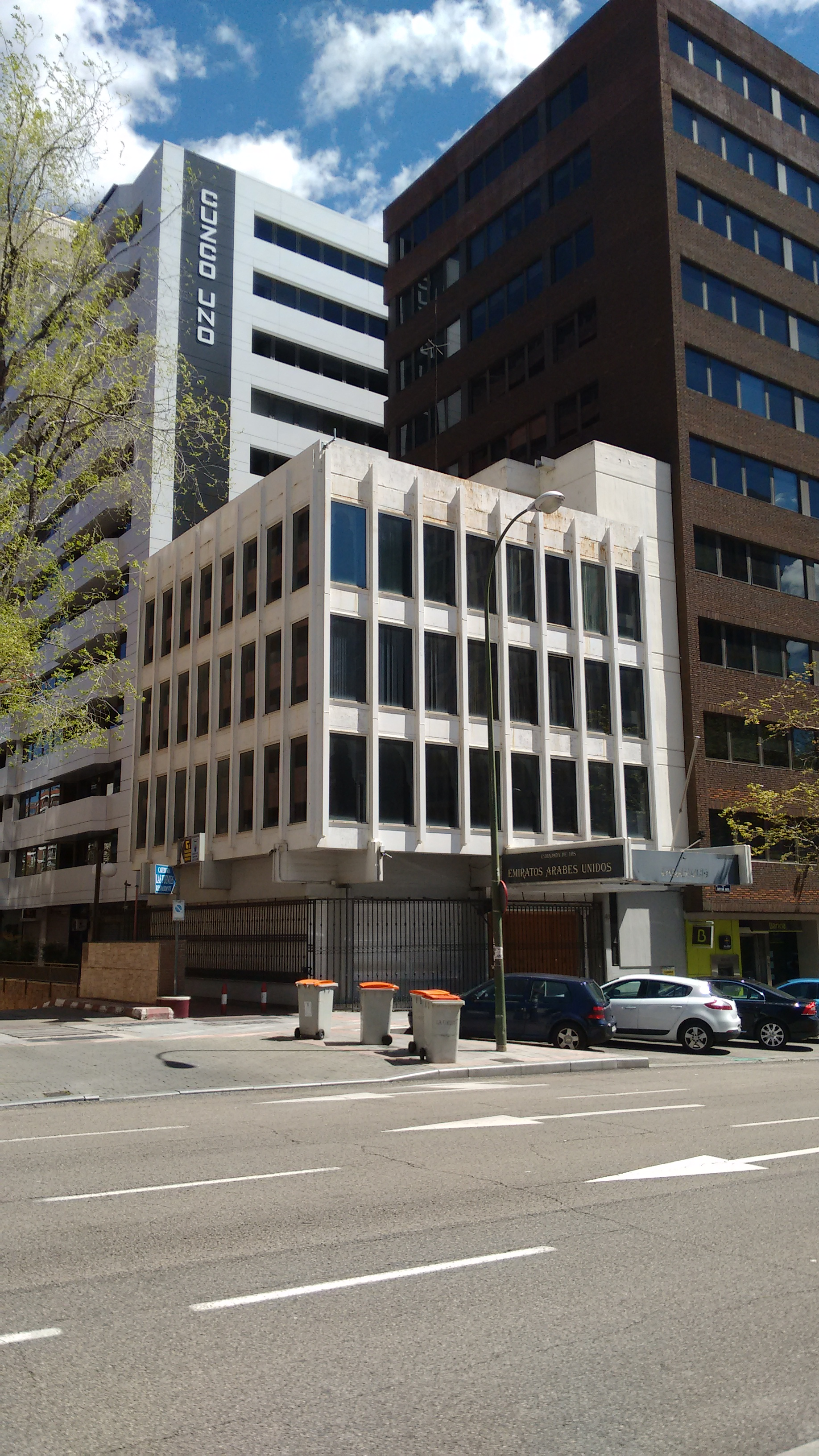
Ambasada Zjednoczonych Emiratów Arabskich w Madrycie

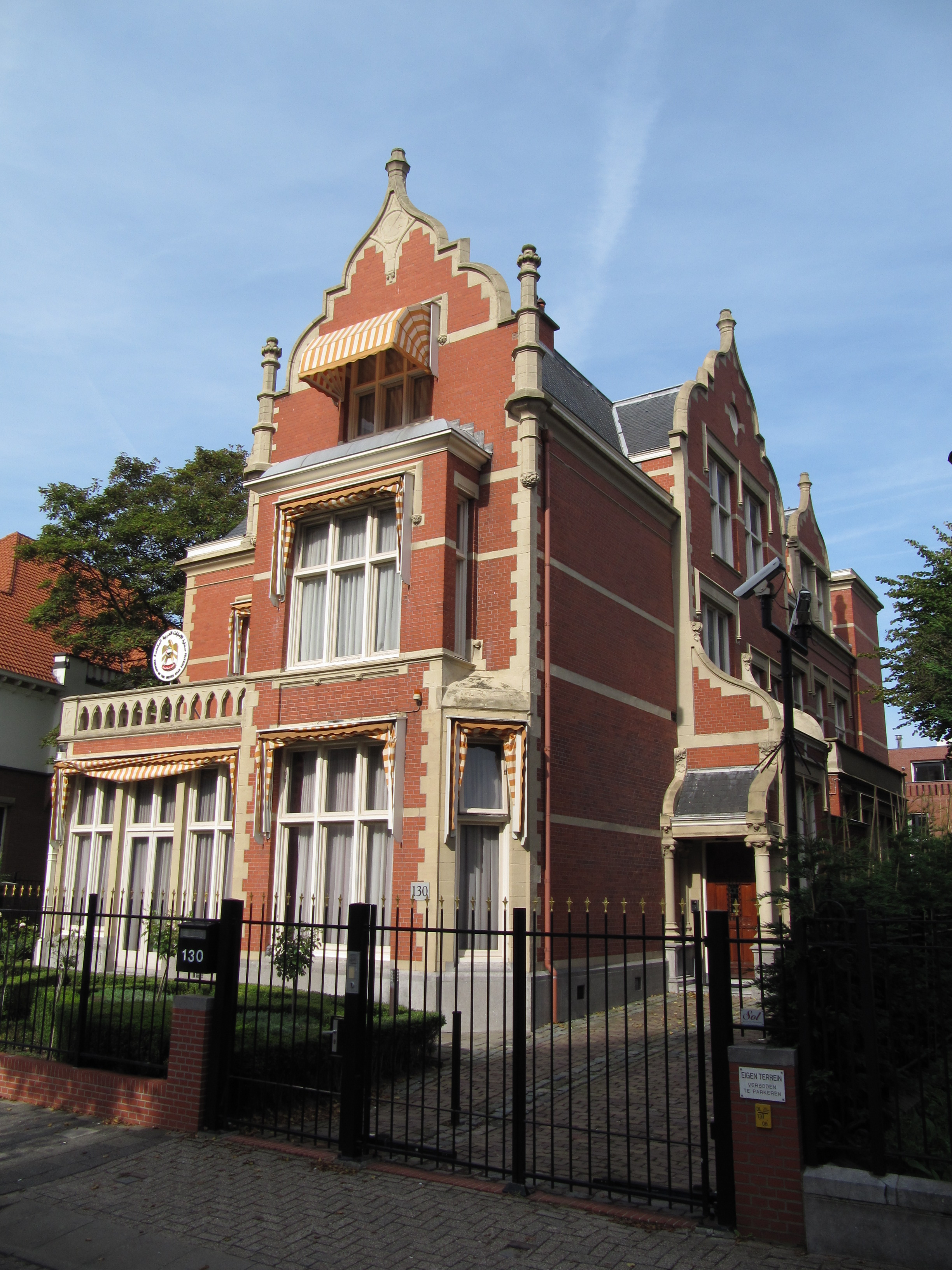
Ambasada Zjednoczonych Emiratów Arabskich w Hadze

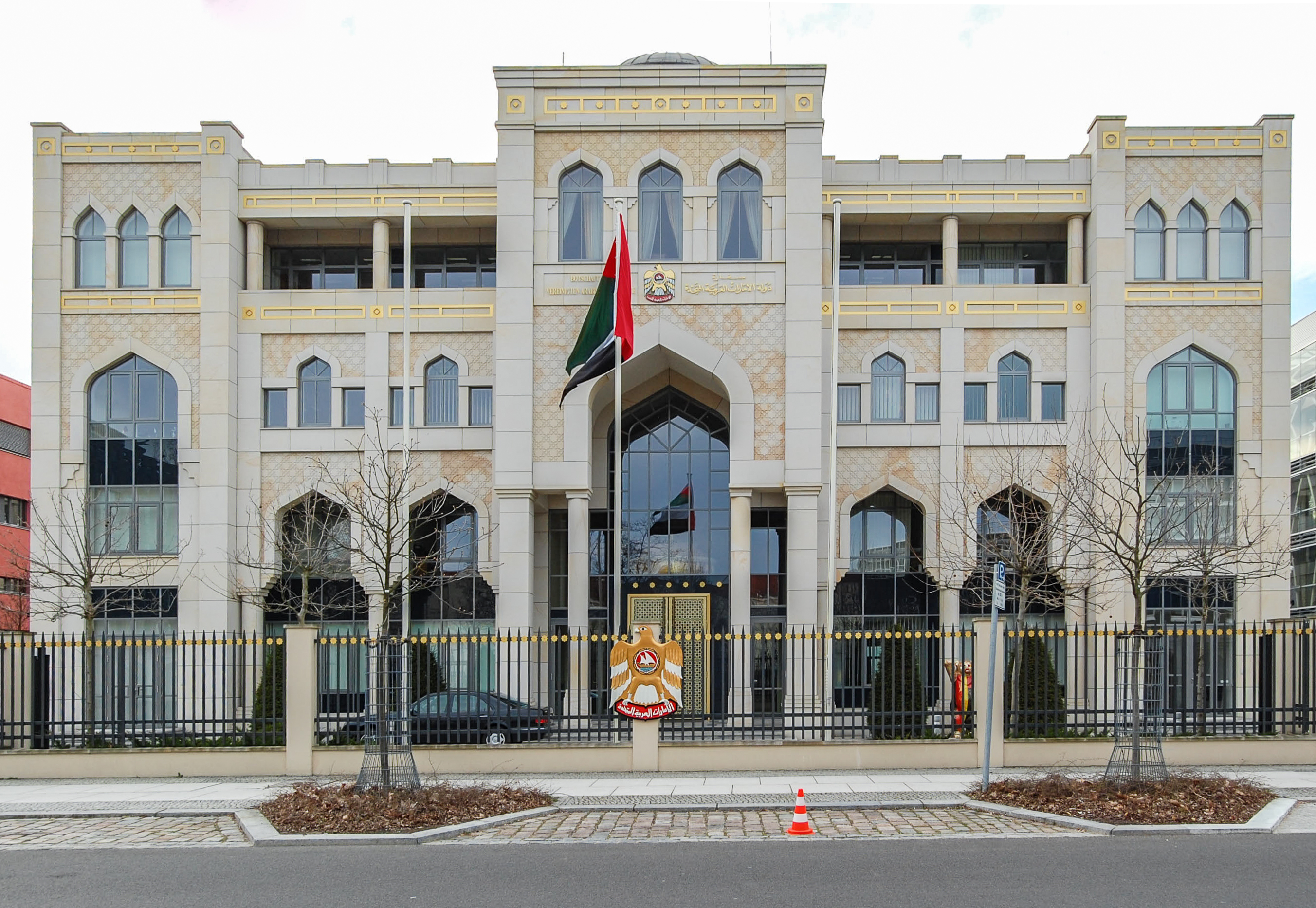
Ambasada Zjednoczonych Emiratów Arabskich w Berlinie

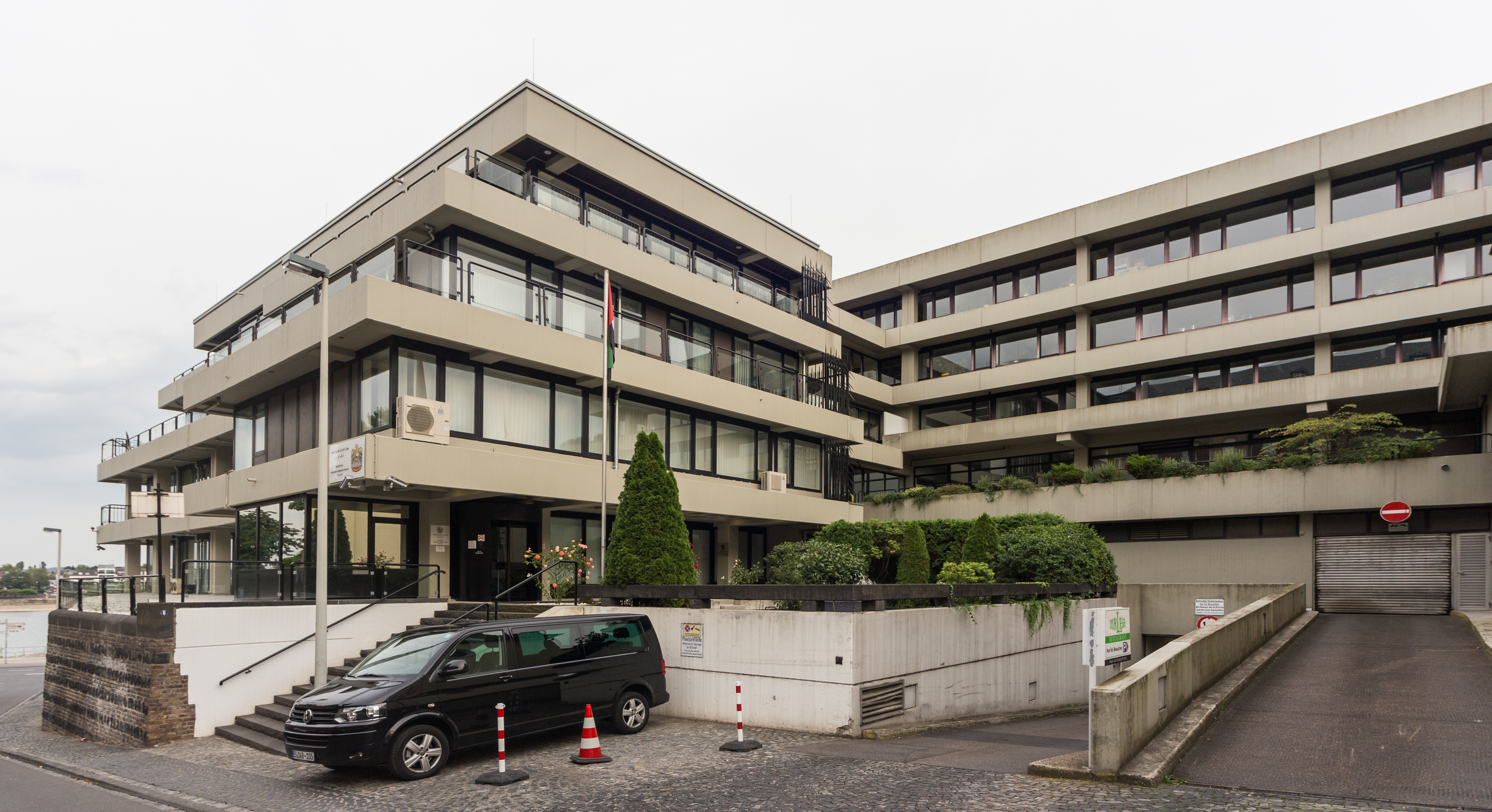
Konsulat Zjednoczonych Emiratów Arabskich w Bonn

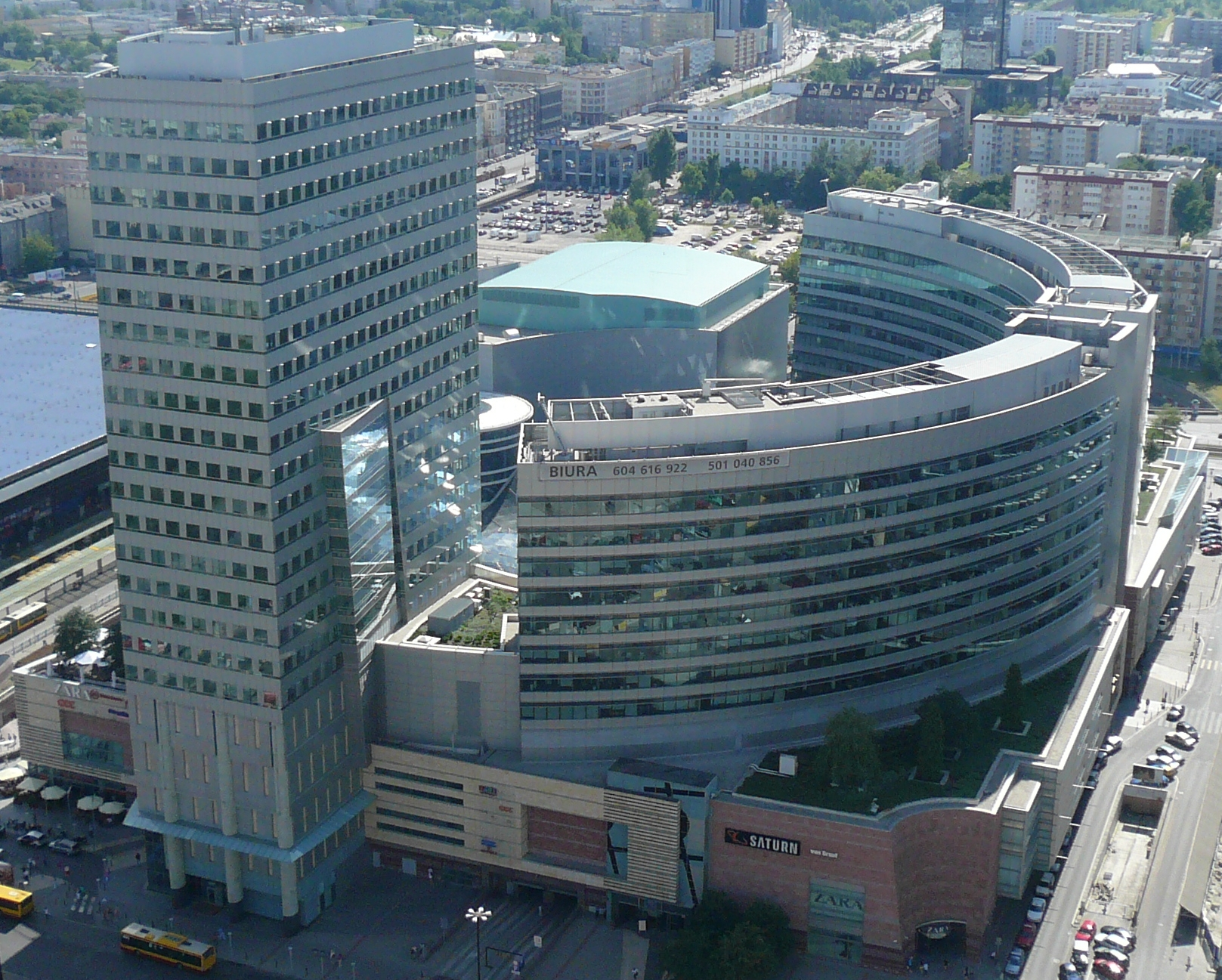
Złote Tarasy – siedziba Ambasady Zjednoczonych Emiratów Arabskich w Warszawie

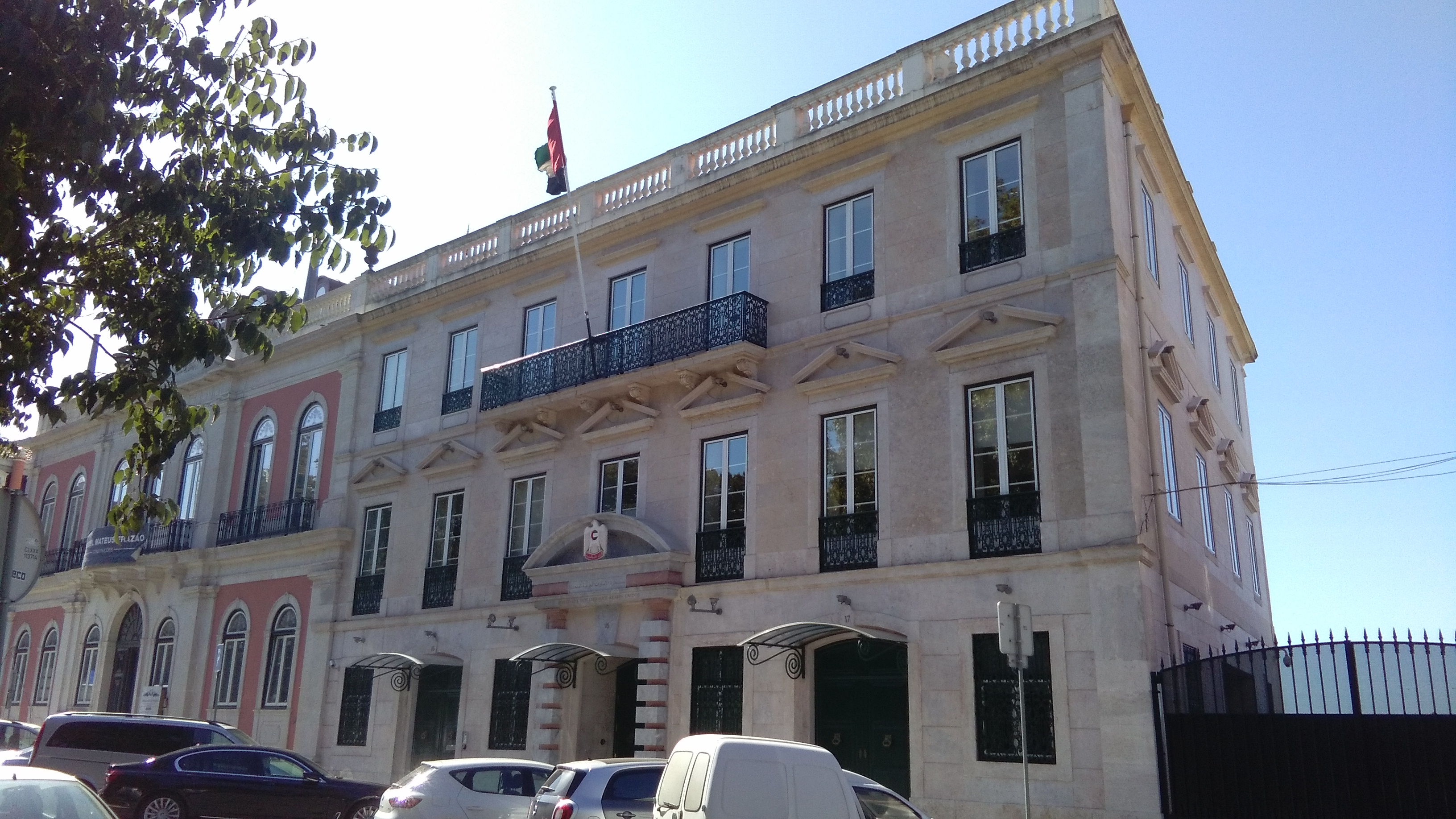
Ambasada Zjednoczonych Emiratów Arabskich w Lizbonie

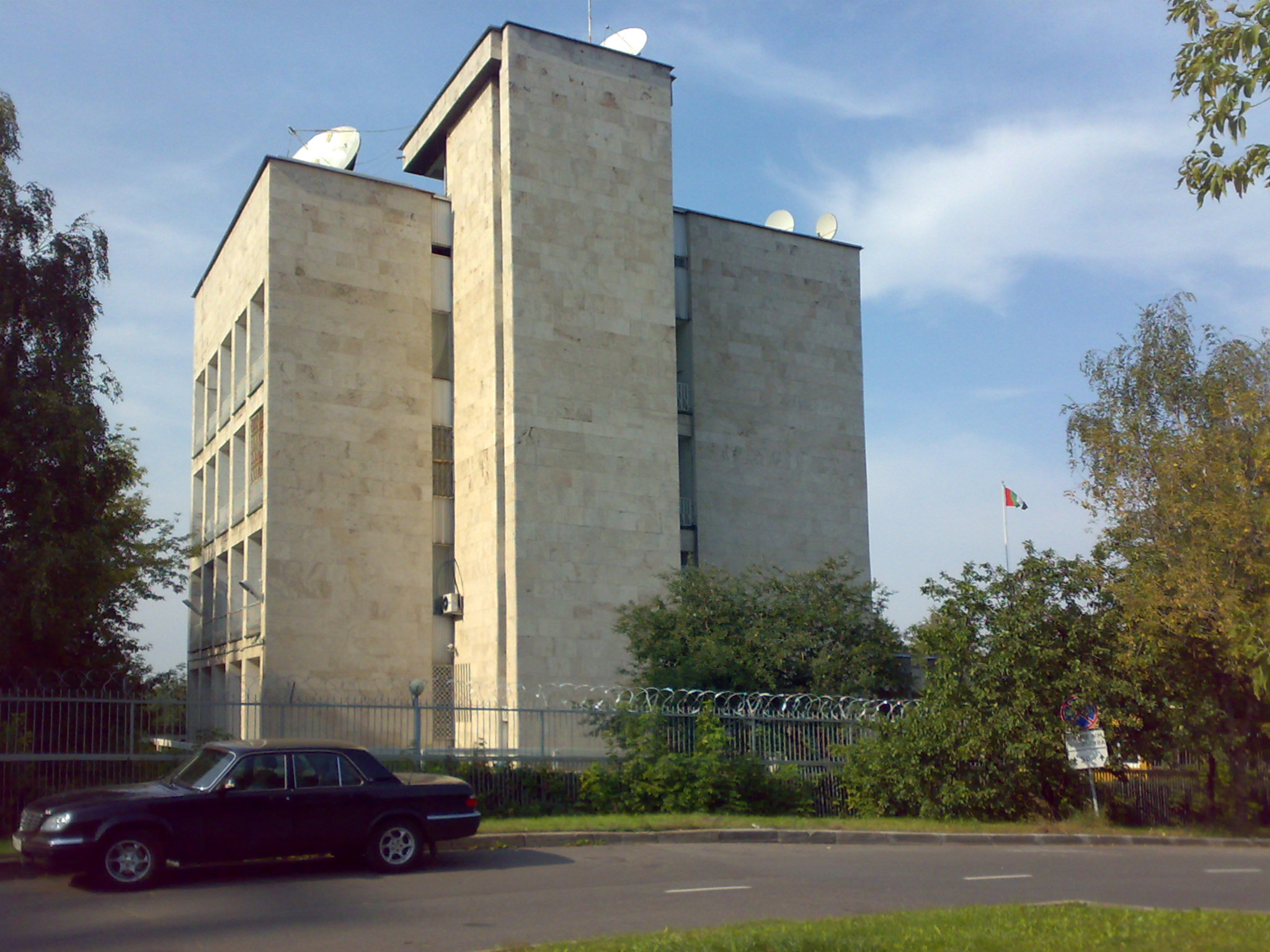
Ambasada Zjednoczonych Emiratów Arabskich w Moskwie

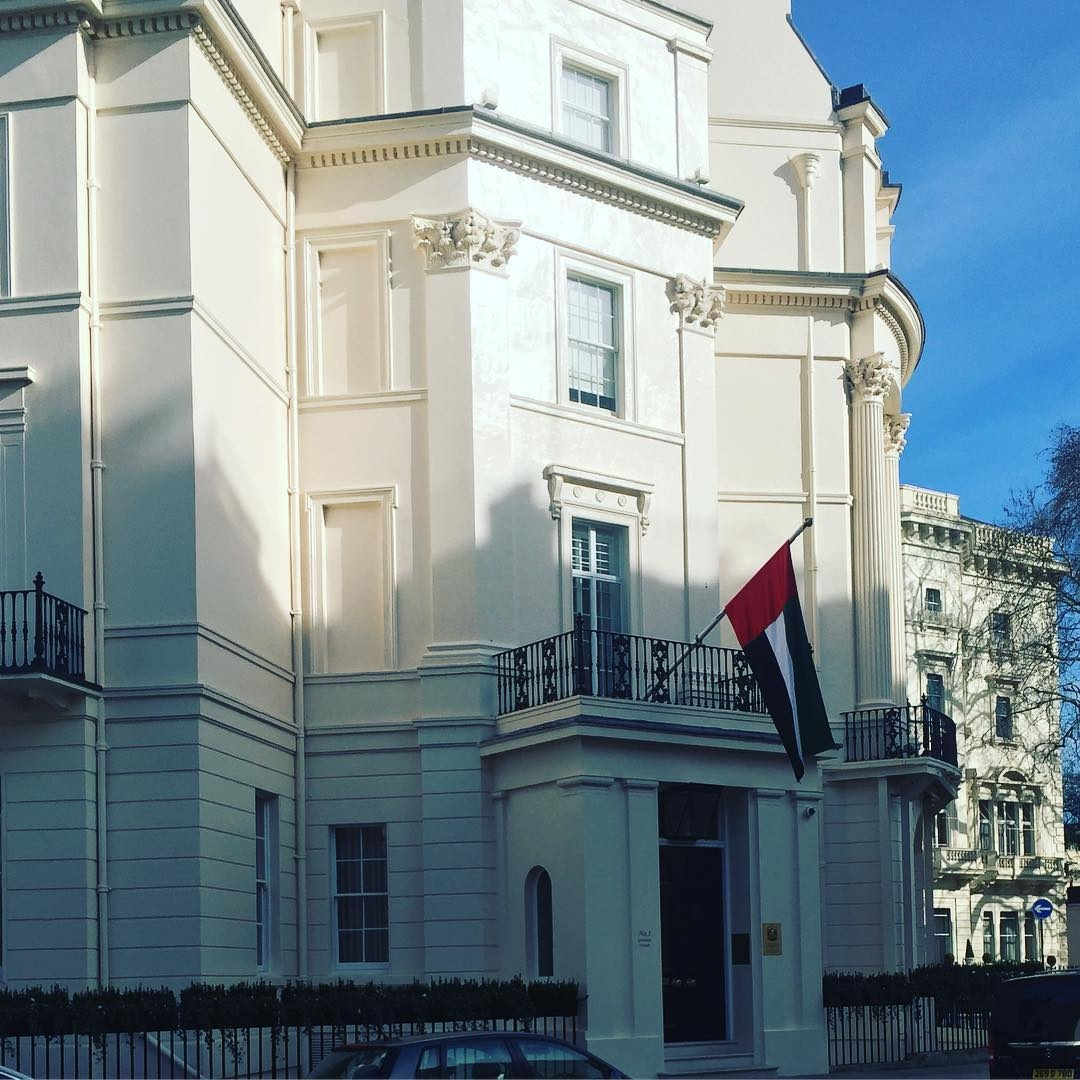
Ambasada Zjednoczonych Emiratów Arabskich w Londynie

- Austria
  - Wiedeń (ambasada)
- Belgia
  - Bruksela (ambasada)
- Białoruś
  - Mińsk (ambasada)
- Bułgaria
  - Sofia (ambasada)
- Cypr
  - Nikozja (ambasada)
- Czarnogóra
  - Podgorica (ambasada)
- Czechy
  - Praga (ambasada)
- Dania
  - Kopenhaga (ambasada)
- Finlandia
  - Helsinki (ambasada)
- Francja
  - Paryż (ambasada)
- Grecja
  - Ateny (ambasada)
- Hiszpania
  - Madryt (ambasada)
  - Barcelona (konsulat)
- Holandia
  - Haga (ambasada)
- Irlandia
  - Dublin (ambasada)
- Łotwa
  - Ryga (ambasada)
- Niemcy
  - Berlin (ambasada)
  - Bonn (konsulat)
  - Monachium (konsulat)
- Norwegia
  - Oslo (ambasada)
- Polska
  - Warszawa (ambasada)
- Portugalia
  - Lizbona (ambasada)
- Rosja
  - Moskwa (ambasada)
- Rumunia
  - Bukareszt (ambasada)
- Serbia
  - Belgrad (ambasada)
- Szwajcaria
  - Berno (ambasada)
- Szwecja
  - Sztokholm (ambasada)
- Turcja
  - Ankara (ambasada)
  - Stambuł (konsulat)
- Ukraina
  - Kijów (ambasada)
- Węgry
  - Budapeszt (ambasada)
- Wielka Brytania
  - Londyn (ambasada)
- Włochy
  - Rzym (ambasada)
  - Mediolan (konsulat generalny)

## Ameryka Północna, Środkowa i Karaiby

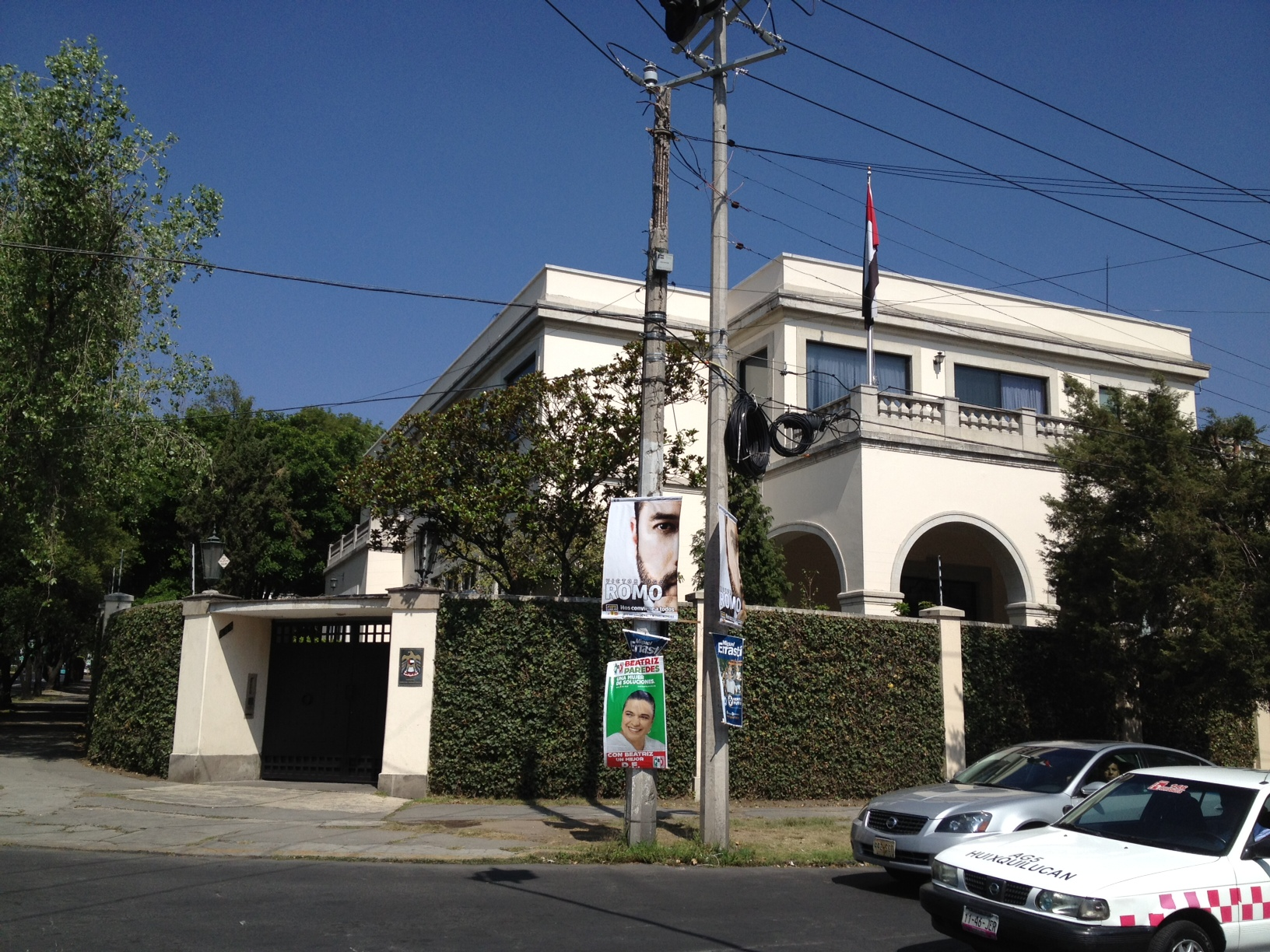
Ambasada Zjednoczonych Emiratów Arabskich w Meksyku

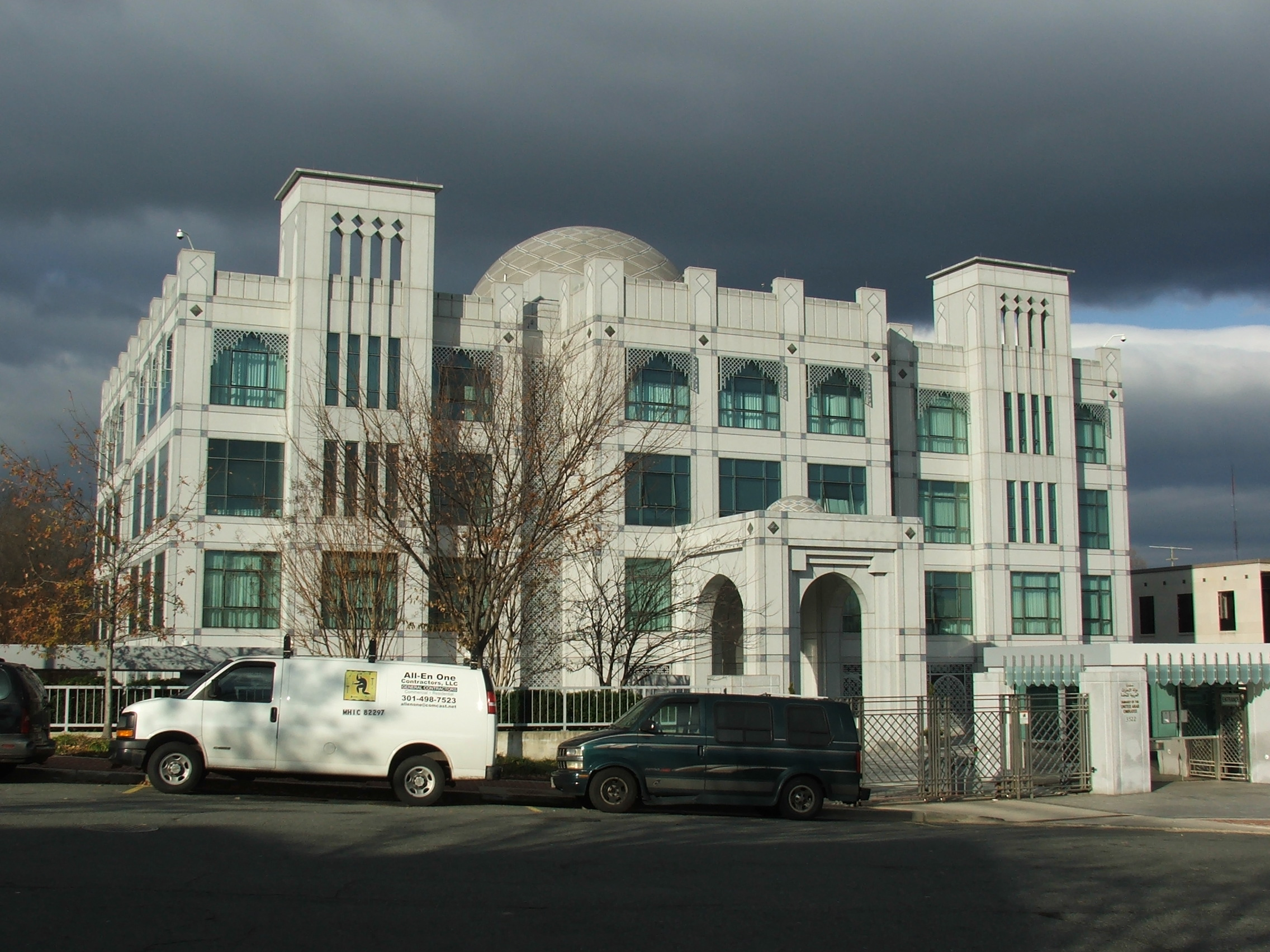
Ambasada Zjednoczonych Emiratów Arabskich w Waszyngtonie

- Kanada
  - Ottawa (ambasada)
  - Toronto (konsulat generalny)
- Kostaryka
  - San José (ambasada)
- Kuba
  - Hawana (ambasada)
- Meksyk
  - Meksyk (ambasada)
- Panama
  - Panama (ambasada)
- Stany Zjednoczone
  - Waszyngton (ambasada)
  - Boston (konsulat generalny)
  - Houston (konsulat generalny)
  - Los Angeles (konsulat generalny)
  - Nowy Jork (konsulat generalny)

## Ameryka Południowa

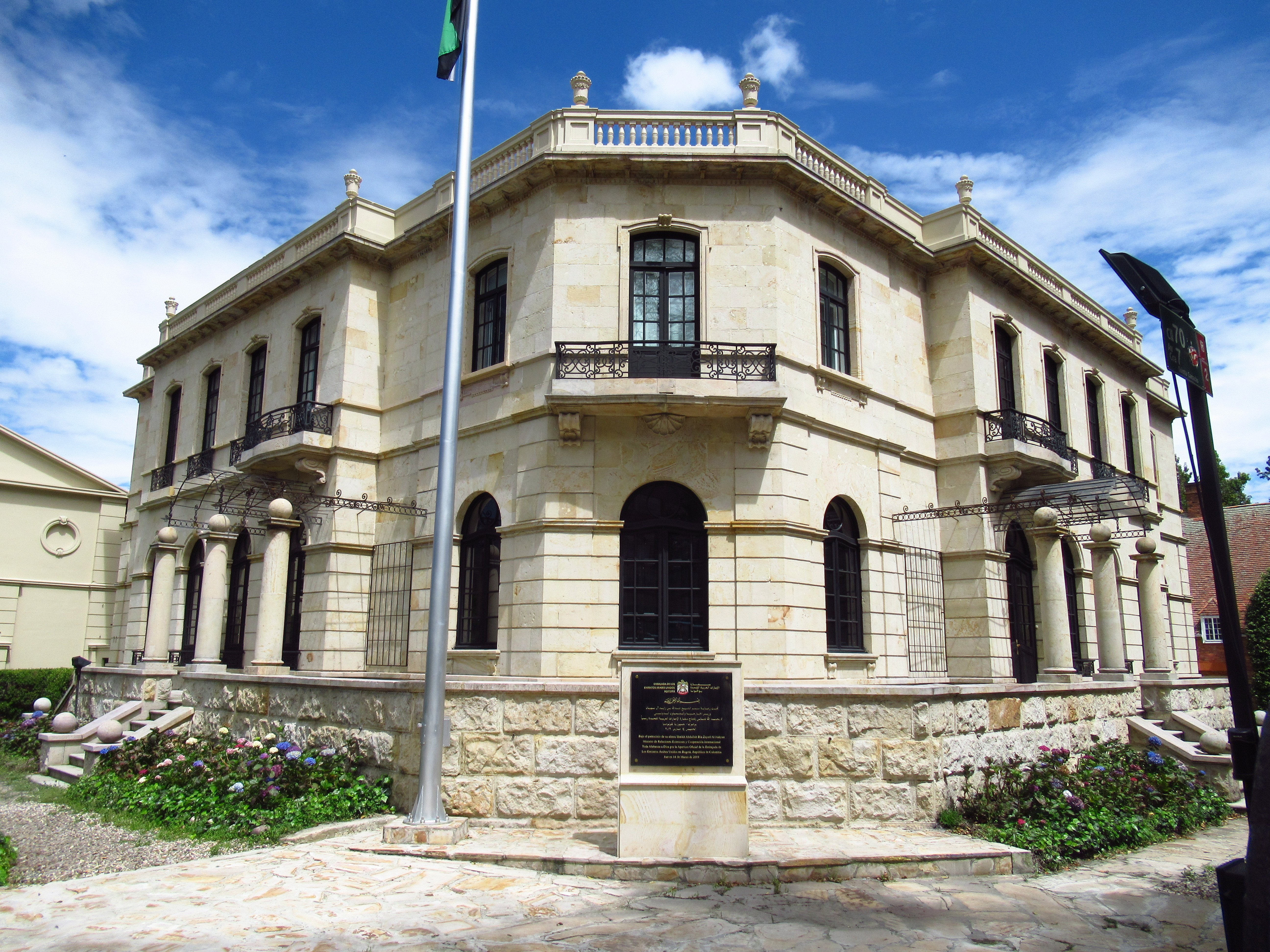
Ambasada Zjednoczonych Emiratów Arabskich w Bogocie

- Argentyna
  - Buenos Aires (ambasada)
- Brazylia
  - Brasília (ambasada)
  - São Paulo (konsulat)
- Chile
  - Santiago (ambasada)
- Kolumbia
  - Bogota (ambasada)
- Peru
  - Lima (ambasada)

## Afryka
- Algieria
  - Algier (ambasada)
- Angola
  - Luanda (ambasada)
- Czad
  - Ndżamena (ambasada)
- Dżibuti
  - Dżibuti (ambasada)
- Egipt
  - Kair (ambasada)
- Etiopia
  - Addis Abeba (ambasada)
- Ghana
  - Akra (ambasada)
- Gwinea
  - Konakry (ambasada)
- Kenia
  - Nairobi (ambasada)
  - Nyeri (centrum wizowe)
- Libia
  - Trypolis (ambasada)
- Maroko
  - Rabat (ambasada)
- Mauretania
  - Nawakszut (ambasada)
- Mozambik
  - Maputo (ambasada)
- Nigeria
  - Abudża (ambasada)
  - Lagos (konsulat generalny)
- Południowa Afryka
  - Pretoria (ambasada)
- Rwanda
  - Kigali (ambasada)
- Senegal
  - Dakar (ambasada)
- Seszele
  - Victoria (ambasada)
- Somalia
  - Mogadiszu (ambasada)
- Sudan
  - Chartum (ambasada)
- Tanzania
  - Dar es Salaam (ambasada)
- Tunezja
  - Tunis (ambasada)
- Uganda
  - Kampala (ambasada)

## Azja
- Afganistan
  - Kabul (ambasada)
- Arabia Saudyjska
  - Rijad (ambasada)
  - Dżudda (konsulat generalny)
- Armenia
  - Erywań (ambasada)
- Azerbejdżan
  - Baku (ambasada)
- Bahrajn
  - Manama (ambasada)
- Bangladesz
  - Dhaka (ambasada)
- Chiny
  - Pekin (ambasada)
  - Hongkong (konsulat generalny)
  - Kanton (konsulat generalny)
  - Szanghaj (konsulat generalny)
- Filipiny
  - Manila (ambasada)
- Indie
  - Nowe Delhi (ambasada)

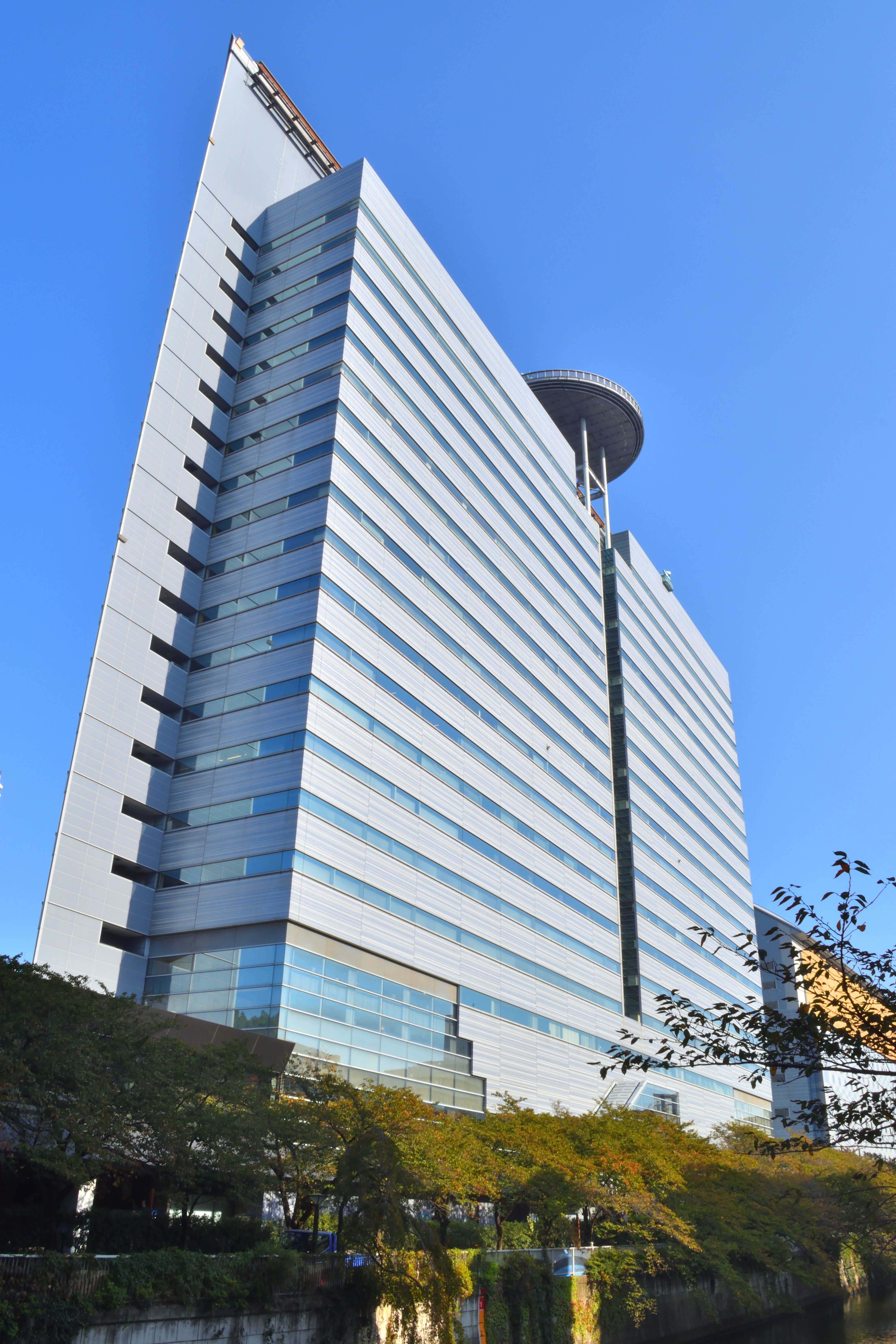
Ambasada Zjednoczonych Emiratów Arabskich w Tokio

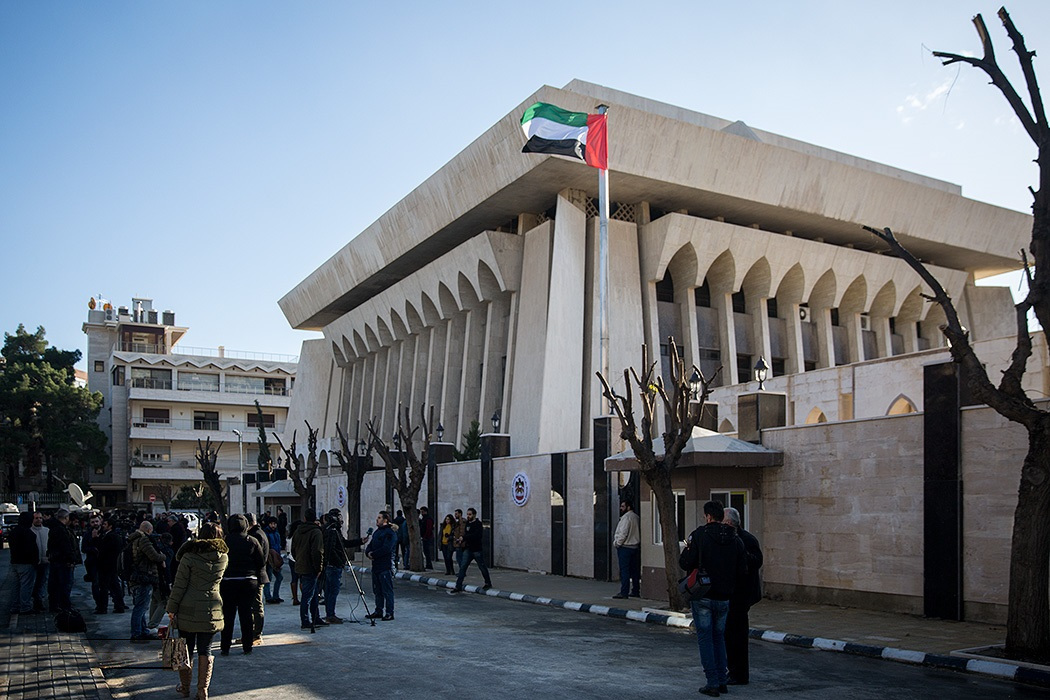
Ambasada Zjednoczonych Emiratów Arabskich w Damaszku

  - Thiruvananthapuram (konsulat generalny)
  - Mumbaj (konsulat)
- Indonezja
  - Dżakarta (ambasada)
- Irak
  - Bagdad (ambasada)
- Iran
  - Teheran (ambasada)
- Izrael
  - Tel Awiw (ambasada)
- Japonia
  - Tokio (ambasada)
- Jordania
  - Amman (ambasada)
- Kazachstan
  - Astana (ambasada)
- Korea Południowa
  - Seul (ambasada)
- Kuwejt
  - Kuwejt (ambasada)
- Liban
  - Bejrut (ambasada)
- Malediwy
  - Male (ambasada)
- Malezja
  - Kuala Lumpur (ambasada)
- Mongolia
  - Ułan Bator (ambasada)
- Nepal
  - Katmandu (ambasada)
- Oman
  - Maskat (ambasada)
- Pakistan
  - Islamabad (ambasada)
  - Karaczi (konsulat generalny)
- Singapur
  - Singapur (ambasada)
- Syria
  - Damaszek (ambasada)
- Sri Lanka
  - Kolombo (ambasada)
- Tajlandia
  - Bangkok (ambasada)
- Turkmenistan
  - Aszchabad (ambasada)
- Uzbekistan
  - Taszkent (ambasada)
- Wietnam
  - Hanoi (ambasada)

## Australia i Oceania
- Australia
  - Canberra (ambasada)
  - Melbourne (konsulat generalny)
- Nowa Zelandia
  - Wellington (ambasada)

## Organizacje międzynarodowe
- Nowy Jork – Stałe Przedstawicielstwo przy Organizacji Narodów Zjednoczonych
- Genewa – Stałe Przedstawicielstwo przy Biurze Narodów Zjednoczonych i innych organizacjach
- Wiedeń – Stałe Przedstawicielstwo przy Biurze Narodów Zjednoczonych i innych organizacjach
- Bruksela – Stałe Przedstawicielstwo przy NATO